# Warren H. Carroll
Warren H. Carroll (ur. 24 marca 1932, zm. 17 lipca 2011) – amerykański historyk i pisarz katolicki, założyciel Christendom College i jej profesor. Doktor historii Uniwersytetu Columbia.
Podczas swojej pracy w CIA, gdzie badał komunistyczną propagandę, zdobył obszerną wiedzę na ten temat. Zaowocowało to książką Narodziny i upadek rewolucji komunistycznej.
Po zmianie wyznania na katolickie, pracował dla czasopisma Triumph, a w 1970 roku założył Christendom College.
Napisał wiele książek opisujących tematykę chrześcijaństwa i jego historii. W swoich dziełach skupiał się przede wszystkim na duchowym aspekcie wydarzeń historycznych.

## Książki przetłumaczone na język polski
- Gilotyna i krzyż, przekł. z ang. Jerzy Morka, wyd. Wektory, Wrocław 2006, ISBN 83-922896-9-2 (The Guillotine and the Cross 1991)
- 1917: Czerwone sztandary, biała opończa, przekł. z ang. Jerzy Morka, wyd. Wektory, Wrocław 2007, ISBN 978-83-60562-08-6 (1917: Red Banners, White Mantle 1981)
- Ostatnia krucjata. Hiszpania 1936, przekł. z ang. Justyna Oziewicz, wyd. Wektory, Wrocław 2007, ISBN 978-83-605-6209-3 (Last Crusade: Spain 1936 2004)
- Historia chrześcijaństwa. Narodziny chrześcijaństwa t.1, przekł. z ang. Jerzy Morka, wyd. Wektory, Wrocław 2009, ISBN 978-83-60562-31-4 (Founding of Christendom: History of Christendom 1985)
- Historia chrześcijaństwa. Budowanie chrześcijaństwa t.2, przekł. z ang. Jan Przybył, wyd. Wektory, Wrocław 2010, ISBN 978-83-60562-31-4 (The Building of Christendom, 324-1100: History of Christendom 1990)
- Historia chrześcijaństwa. Złota epoka chrześcijaństwa t.3, przekł. z ang. Jerzy Morka, wyd. Wektory, Wrocław 2010, ISBN 978-83-60562-31-4 (The Glory of Christendom: History of Christendom 1993)
- Historia chrześcijaństwa. Podział chrześcijaństwa t.4, przekł. z ang. Jerzy Morka, wyd. Wektory, Wrocław 2010, ISBN 978-83-60562-50-5 (The Cleaving of Christendom: History of Christendom 2000)
- Historia chrześcijaństwa. Rewolta przeciwko chrześcijaństwu t.5, przekł. z ang. Jan Przybył, wyd. Wektory, Wrocław 2012, ISBN 978-83-60562-57-4 (The Revolution Against Christendom: History of Christendom 2004)
- Narodziny i upadek rewolucji komunistycznej, przekł. z ang. Adam Zabokrzycki, wyd. Wektory, Wrocław 2009, ISBN 978-83-60562-27-7 (The Rise and Fall of the Communist Revolution 2004)
- Izabela Katolicka, królowa Hiszpanii, przekł. z ang. Jerzy Morka, wyd. Wektory, Wrocław 2012, ISBN 978-83-60562-58-1 (Isabel of Spain: The Catholic Queen 1991)
- Historia chrześcijaństwa. Kryzys chrześcijaństwa t.6, przekł. z ang. Jerzy Morka, wyd. Wektory, Wrocław 2014, ISBN 978-83-60562-71-0 (The Crisis of Christendom: History of Christendom 2013)